# Liste der Monuments historiques in Étival-Clairefontaine
Die Liste der Monuments historiques in Étival-Clairefontaine führt die Monuments historiques in der französischen Gemeinde Étival-Clairefontaine auf.

## Liste der Immobilien
| Bezeichnung               | Beschreibung | Standort                                       | Kennzeichnung | Schutzstatus   | Datum     | Bild           |
| ------------------------- | --- | ---------------------------------------------- | ------------- | -------------- | --------- | -------------- |
| Oppidum La Pierre d’Appel | keltische Abschnittsbefestigung | nördlich des Ortes auf der Côte-de-Répy (Lage) | PA00107165    | Classé         | 1969      |                |
| Abtei St-Pierre           | Abteikirche Notre-Dame, um 1200, Fassade im 18. Jahrhundert umgestaltet, nach 1944 verändert wiederhergestellt; Klostergebäude, 18. Jahrhundert, Architekt Nicolas Pierson | Place Abbatiale (Lage)                         | PA00107164    | Classé Inscrit | 1840 1986 | weitere Bilder |

## Liste der Objekte
| Bezeichnung                                             | Beschreibung | Standort                             | Kennzeichnung | Schutzstatus            | Datum          | Bild |
| ------------------------------------------------------- | --- | ------------------------------------ | ------------- | ----------------------- | -------------- | ---- |
| Grabstein für Abt Demoinge                              | Stein, Ende des 14. Jahrhunderts                                                                                      | in der Abteikirche Notre-Dame (Lage) | PM88001031    | Classé                  | 1840           |      |
| Gemälde Die heilige Irene pflegt den heiligen Sebastian | Ölfarbe auf Leinwand, um 1600                                                                                         | in der Abteikirche Notre-Dame (Lage) | PM88001387    | Inscrit                 | 2008           |      |
| Gemälde Martyrium des heiligen Sebastians               | Ölfarbe auf Leinwand, 1660er Jahre                                                                                    | in der Abteikirche Notre-Dame (Lage) | PM88001388    | Inscrit                 | 2008           |      |
| Sakristeimöbel und Wandvertäfelung                      | Eichenholz, 1714 | in der Abteikirche Notre-Dame (Lage) | PM88001389    | Inscrit                 | 2008           |      |
| Gemälde Gottvater                                       | Ölfarbe auf Leinwand, 18. Jahrhundert                                                                                 | im Pfarrhaus (Lage)                  | PM88001392    | Inscrit                 | 2008           |      |
| Gemälde Christus segnet die Kinder                      | Ölfarbe auf Leinwand, 17. Jahrhundert nach Jacob Jordaens                                                             | in der Abteikirche Notre-Dame (Lage) | PM88000339    | Classé                  | 1903           |      |
| Gemälde Martyrium der heiligen Richardis                | Ölfarbe auf Leinwand, vergoldeter Holzrahmen, 17. oder 18. Jahrhundert                                                | in der Abteikirche Notre-Dame (Lage) | PM88000341    | Classé                  | 1966           |      |
| Kirchengestühl                                          | Holz, erste Hälfte des 17. Jahrhunderts; teilweise ausgebaut                                                          | in der Abteikirche Notre-Dame (Lage) | PM88001384    | Inscrit                 | 2008           |      |
| Skulptur Heiliger Sebastian                             | Holz, farbig gefasst, 18. Jahrhundert                                                                                 | in der Abteikirche Notre-Dame (Lage) | PM88001386    | Inscrit                 | 2008           |      |
| Gemälde Porträt eines Mönchs                            | Ölfarbe auf Leinwand, um 1920                                                                                         | im Pfarrhaus (Lage)                  | PM88001393    | Inscrit                 | 2008           |      |
| Chorgestühl                                             | Holz, Ende des 16. Jahrhunderts                                                                                       | in der Abteikirche Notre-Dame (Lage) | PM88000340    | Classé                  | 1922           |      |
| Gemälde Verzückung des heiligen Franz Xaver             | Ölfarbe auf Leinwand, erste Hälfte des 18. Jahrhunderts                                                               | im Pfarrhaus (Lage)                  | PM88001391    | Inscrit                 | 2008           |      |
| Zwei Beichtstühle                                       | Ensemble aus PM88001180 und PM88001181; einer davon heute in der Kirche Notre-Dame-de-Galilée in Saint-Dié-des-Vosges | in der Abteikirche Notre-Dame (Lage) | PM88001179    | Classé                  | 2008           |      |
| Beichtstuhl                                             | Holz, 18. Jahrhundert                                                                                                 | in der Abteikirche Notre-Dame (Lage) | PM88001180    | Classé                  | 2008           |      |
| Skulptur Heiliger Bodo                                  | Holz, farbig gefasst, erste Hälfte des 19. Jahrhunderts                                                               | in der Abteikirche Notre-Dame (Lage) | PM88001383    | Inscrit                 | 2006           |      |
| Epitaph für Abt Siméon Godin                            | Marmor, 1723; 1944 zerstört                                                                                           | in der Abteikirche Notre-Dame (Lage) | PM88001122    | Classé gelöscht         | 1840 1949      |      |
| Epitaph für Abt Louis Charles Hugo                      | Marmor, 1739 | in der Abteikirche Notre-Dame (Lage) | PM88001123    | Classé gelöscht Inscrit | 1840 1949 2008 |      |
| Grabstein für Abt Hilarion Rampant                      | Stein, 1663 | in der Abteikirche Notre-Dame (Lage) | PM88001385    | Inscrit                 | 2008           |      |
| Drei Heiligenskulpturen                                 | Holz, 18. Jahrhundert                                                                                                 | im Pfarrhaus (Lage)                  | PM88001390    | Inscrit                 | 2008           |      |